# Јасу V
Јасу V (ге'ез ኢያሱ; 4. фебруар 1895. или 1896 — 25. новембар 1935) је био цар (негуш негасти) Етиопије у периоду 1912—1916. године. На престолу је наследио свога деду Менелика II. Никада није крунисан па је упамћен и под именом Лиј Јасу (лиј је титула која се преводи као „дете краљевске крви” тј. „принц”).

## Биографија
Рођен је као унук етиопског цара Менелика II, тј. као син цареве друге кћери Шое Регги и Микаела Алија, владара етиопске покрајине Воло. Његов отац је био муслиман покрштен након што је поражен од стране свог потоњег таста.
Пошто није имао мушке деце остарели цар Менелик је требало да донесе одлуку о наследнику, ако га не би именовао земља би се могла наћи у грађанском рату или би била колонизована од стране неке европске силе. Од четири могућа наследника Менелик се 1908. године одлучио за Јасуа.
Када је 12. децембра 1913. стари цар умро, на двору се окупила аристократија да би изразила покорност новом цару. Том приликом је одлучено да се, због могућих немира у држави, званично не објави Менеликова смрт, тако да Јасу никада није крунисан.
Јасуова владавина је била обележена бројним импулсивним корацима, те је млади цар стекао бројне непријатеље међу министрима и аристократијом. Одржавао је контакте са европским земљама које су због избијања Првог светског рата биле заинтересоване за његову подршку. Према неким изворима Јасу је био про-немачки оријентисан, чиме је против себе окренуо силе Антанте.
Године 1915. током посете Харару Јасу је ушао у градску џамију у којој се задржао три сата. Поред тога Јасу је у Харару остао и током Ускрса што је наљутило Етиопску цркву. Према неким изворима цар Јасу је чак прешао на ислам. Из истог доба је и извештај једног италијанског агената који наводи да се Јасу током једног састанка са муслиманским званичницима заклео на Куран. Неки историчари сумњају у веродостојност ових извора, сматрајући да је Јасу овим поступцима желео да интегрише Сомалијске муслимане У Етиопско царство, што није одговарало интересима Антанте.
Често одсуство младог цара из престонице дало је прилику министру војном Хабте Гијоргису да скује заверу за царево свргнуће. Тако је 27. септембра 1916. током царевог боравка у Харару, цар Јасу V свргнут а на престо постављена његова тетка Заудита, ћерка Менелика II. Цар је у Харару окупио војску и покушао да поврати власт али је у две поражен од стране искусних генерала оданих новој царици. Јасу је након тога побегао у Афарску пустињу, где се скривао до 11. јануара 1921. када је заробљен и одведен у кућни притвор. Царица Заудита је била благонаклона према Јасуу, желела је да га доведе у царску палату и да га „врати Христу и спасењу”, у чему није успела због противљења министара. Након царичине смрти, 1930. године, на престо је дошао Хајле Селасије који није имао много симпатија према бившем цару. Наредне године Јасу је побегао из затвора али је брзо ухваћен и затворен у једну планинску тврђаву.
Јасу V је умро 25. новембра 1935. године за време италијанске инвазије на Етиопију.